# Ķegums
Ķegums (deutsch Keggum) ist eine lettische Stadt an der Düna, 45 Kilometer südöstlich von Riga. Im Jahr 2022 zählte Ķegums 2.036 Einwohner.

## Geschichte
Der Ort entstand ab 1936 mit dem Bau des Wasserkraftwerkes. Das namensgebende Gut Ķegums (dt. Rautenfeld), sowie die örtlichen gefährlichen Stromschnellen versanken dabei in den Fluten der Düna. Insgesamt wurden durch den Stausee des Kraftwerks etwa 13 km² Bodenfläche geflutet. Die Bauarbeiten wurden von einer schwedischen Firma bis 1940 abgeschlossen. 1944 wurde der Staudamm beim Rückzug von der deutschen Wehrmacht gesprengt, aber bis 1947 wieder aufgebaut und erhöht.
Der Ort erhielt 1991 Stadtrechte. 2002 vereinigte sich die Stadt mit zwei Landgemeinden zu einem gleichnamigen Verwaltungsbezirk (Ķeguma novads). 2009 kam noch eine weitere Gemeinde hinzu. 2010 waren 6306 Einwohner gemeldet. 2021 ging der Bezirk Ķegums im Bezirk Ogre auf.

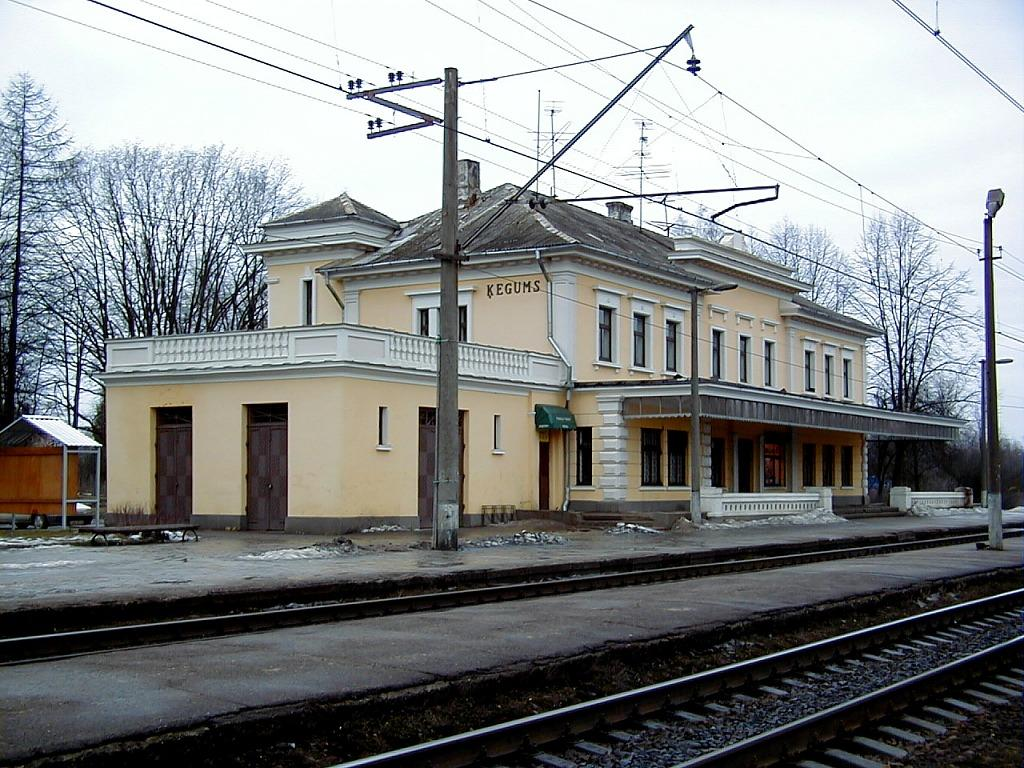
Bahnhof Ķegums

## Verkehr
Der Bahnhof Ķegums liegt an der Eisenbahnstrecke von Rīga nach Daugavpils.

## Sport

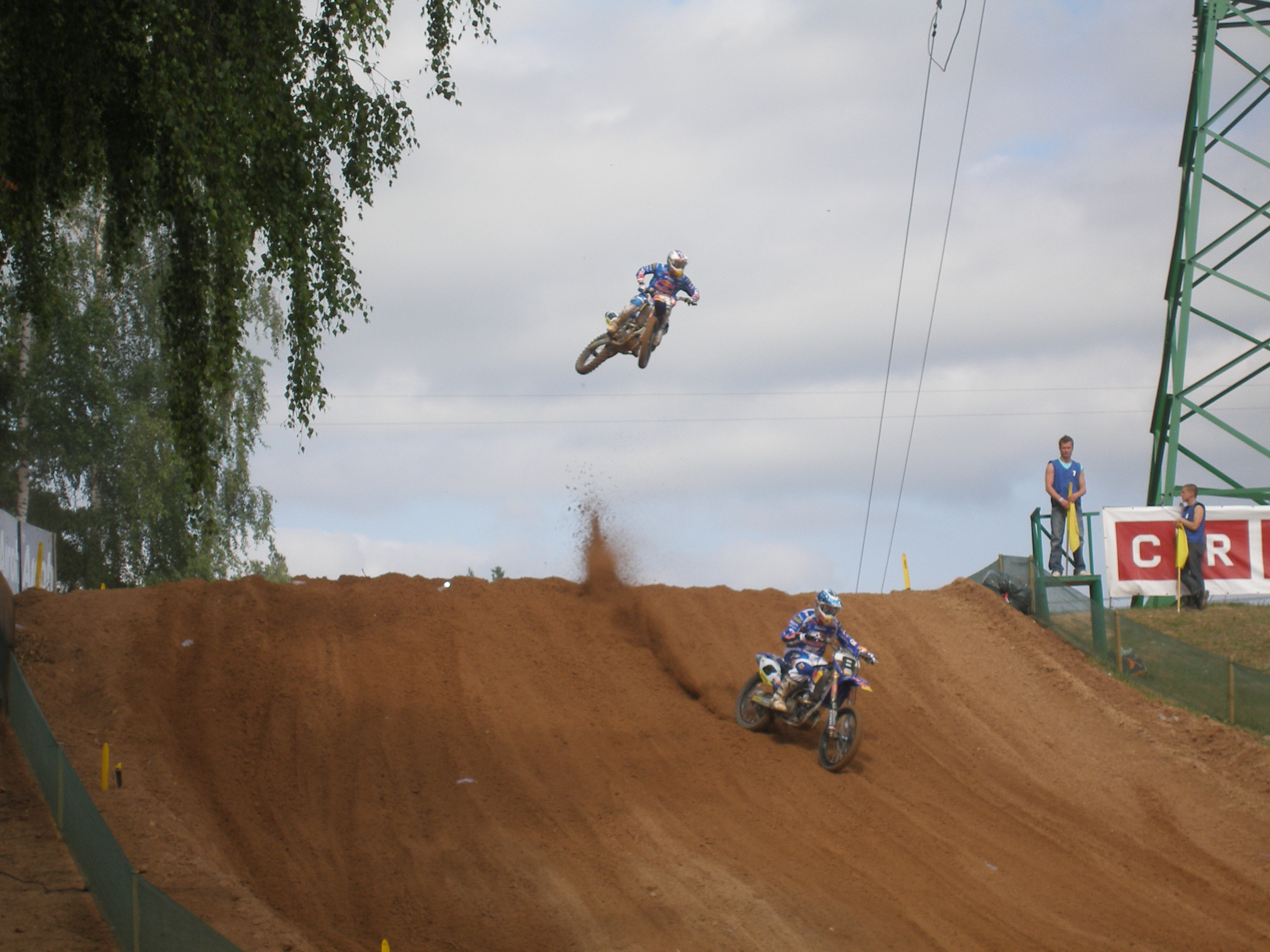
Motocross in Ķegums 2009

In Ķegums befindet sich die Motorrad-Rennstrecke „zelta zirgs“ (deutsch „Goldenes Pferd“), wo nationale und internationale Rennen stattfinden. Ķegums war des Öfteren Gastgeber beim lettischen Seitenwagen-Moto-Cross World Championship sowie des lettischen Motocross Grand Prix.

## Söhne und Töchter
- Jānis Dūklavs (* 1952), lettischer Politiker